# John Dodson
John Thomas Dodson III (nacido el 26 de septiembre de 1984) es un artista marcial mixto y boxeador a puño limpio estadounidense que compite en las divisiones de peso mosca de Rizin Fighting Federation y Bare Knuckle Fighting Championship, donde en esta última promoción, es el campeón inaugural y actual de peso mosca de BKFC. Competidor profesional de artes marciales mixtas desde 2004, Dodson se ha hecho un nombre peleando principalmente en la región suroeste. Fue el ganador de The Ultimate Fighter: Team Bisping vs. Team Miller de Spike TV y compitió en Ultimate Fighting Championship, donde fue dos veces retador al título, compitiendo más recientemente en la división de peso gallo, y es un veterano de la promoción con nueve años de competencia.

## Carrera en artes marciales mixtas

### The Ultimate Fighter
Dodson tuvo una sesión asombrosa al derrotar a todos sus rivales en el camino hacia la final contra T.J. Dillashaw.
Ya en la final, Dodson derrotó a T.J. en la primera ronda para convertirse en el ganador del The Ultimate Fighter 14.

### Ultimate Fighting Championship
El 5 de mayo de 2012, Dodson se enfrentó a Tim Elliot en UFC on Fox 3. Dodson ganó la pelea por decisión unánime.
Dodson se enfrentó a Jussier Formiga el 5 de octubre de 2012 en UFC on FX 5. Dodson ganó la pelea por nocaut técnico en la segunda ronda.
Dodson se enfrentó a Demetrious Johnson por el campeonato de peso mosca el 26 de enero de 2013 en UFC on Fox 6. Dodson perdió la pelea por decisión unánime. Tras el evento, ambos peleadores ganaron el premio a la Pelea de la Noche.
El 19 de octubre de 2013, Dodson se enfrentó a Darrell Montague en UFC 166. Dodson ganó por nocaut en la primera ronda, ganando así el premio al KO de la Noche.
Dodson se enfrentó a John Moraga el 7 de junio de 2014 en UFC Fight Night 42. Dodson ganó la pelea por detención del médico en la segunda ronda.
El 23 de mayo de 2015, Dodson se enfrentó a Zach Makovski en UFC 187. Dodson ganó la pelea por decisión unánime.
El 5 de septiembre de 2015, Dodson se enfrentó a Demetrious Johnson por el campeonato de peso mosca en UFC 191. Dodson perdió la pelea por decisión unánime.

#### Retorno al peso gallo
Dodson se enfrentó a Manvel Gamburyan el 16 de abril de 2016 en UFC on Fox 19. Dodson ganó la pelea por nocaut técnico en menos de 1 minuto.
Dodson hizo frente a John Lineker el 1 de octubre de 2016 en UFC Fight Night 96. La pelea tuvo lugar en un peso de 136.5 libras porque Lineker perdió peso. Perdió la pelea por decisión dividida.
Dodson se enfrentó a Eddie Wineland el 22 de abril de 2017 en UFC Fight Night 108. Ganó la pelea por decisión unánime.
Dodson se enfrentó a Marlon Moraes el 11 de noviembre de 2017 en UFC Fight Night 120. Perdió la pelea por decisión dividida.
Dodson se enfrentó a Pedro Munhoz el 3 de febrero de 2018 contra en el UFC Fight Night 125. Ganó la pelea por decisión dividida.
El contrato de Dodson con UFC expiró después de la pelea con Munhoz y después de escuchar las ofertas de varias compañías, volvió a firmar un nuevo contrato de cuatro peleas con UFC.
Dodson se enfrentó a Jimmie Rivera el 8 de septiembre de 2018 en UFC 228. Perdió la pelea por decisión unánime.

## Carrera en boxeo a puño limpio

### Bare Knuckle Fighting Championship
En junio de 2022, se anunció que Dodson firmó con Bare Knuckle Fighting Championship.
Dodson enfrentó a Ryan Benoit el 27 de agosto de 2022 en BKFC 28: Ferea vs. Starling. Dodson ganó la pelea por nocaut en el primer asalto. Esta pelea le valió el premio a la Actuación de la Noche.
Dodson enfrentó a Jarod Grant el 17 de febrero de 2023 en BKFC: KnuckleMania 3. Ganó la pelea por nocaut en el primer asalto.
Dodson peleó por el campeonato inaugural de peso mosca de BKFC el 11 de agosto de 2023 en BKFC 48 y ganó por nocaut técnico en el primer asalto.
El 29 de marzo de 2024 en Albuquerque, Nuevo México, Dodson puso en juego su campeonato de peso mosca de BKFC contra Dagoberto Aguero en el evento principal de BKFC 59. La pelea fue declarada empate unánime. Esta pelea le valió el premio a la Pelea de la Noche.

## Campeonatos y logros

### Artes marciales mixtas
- Ultimate Fighting Championship
  - Ganador del The Ultimate Fighter 14 de Peso Gallo
  - KO de la Sesión de The Ultimate Fighter 14
  - KO de la Noche (Dos veces)
  - Pelea de la Noche (Una vez)

### Boxeo a puño limpio
- Bare Knuckle Fighting Championship
  - Campeonato de peso mosca de BKFC (una vez; actual; inaugural)
  - Pelea de la noche (una Vez) vs. Dagoberto Aguero[21]
  - Actuación de la noche (una vez) vs. Ryan Benoit[17]

## Récord en artes marciales mixtas
| Resultado | Récord | Oponente            | Método                      | Evento                                     | Fecha                   | Ronda | Tiempo | Localización                  | Notas                                                          |
| --------- | ------ | ------------------- | --------------------------- | ------------------------------------------ | ----------------------- | ----- | ------ | ----------------------------- | -------------------------------------------------------------- |
| Derrota   | 24–14  | Hiromasa Ougikubo   | Decisión (unánime)          | Rizin 45                                   | 31 de diciembre de 2023 | 3     | 5:00   | Saitama                       |                                                                |
| Victoria  | 24–13  | Tatsuki Saomoto     | Decisión (unánime)          | Rizin 42                                   | 6 de mayo de 2023       | 3     | 5:00   | Tokio                         |                                                                |
| Victoria  | 23–13  | Hideo Tokoro        | KO (golpes)                 | Rizin 40                                   | 31 de diciembre de 2022 | 1     | 1:43   | Saitama                       | Regresó a peso mosca                                           |
| Victoria  | 22–13  | Francisco Rivera    | Decisión (unánime)          | XMMA 4: Black Magic                        | 2 de abril de 2022      | 3     | 5:00   | Nueva Orleans, Louisiana      |                                                                |
| Derrota   | 21–13  | Cody Gibson         | Decisión (unánime)          | XMMA 3: Vice City                          | 23 de octubre de 2021   | 3     | 5:00   | Miami, Florida                |                                                                |
| Derrota   | 21–12  | Merab Dvalishvili   | Decisión (unánime)          | UFC 252                                    | 15 de agosto de 2020    | 3     | 5:00   | Las Vegas, Nevada             |                                                                |
| Victoria  | 21–11  | Nathaniel Wood      | TKO (golpes)                | UFC Fight Night: Anderson vs. Błachowicz 2 | 15 de febrero de 2020   | 3     | 0:16   | Río Rancho, Nuevo México      |                                                                |
| Derrota   | 20–11  | Petr Yan            | Decisión (unánime)          | UFC Fight Night: Błachowicz vs. Santos     | 23 de febrero de 2019   | 3     | 5:00   | Praga                         |                                                                |
| Derrota   | 20–10  | Jimmie Rivera       | Decisión (unánime)          | UFC 228                                    | 8 de septiembre de 2018 | 3     | 5:00   | Dalas, Texas                  |                                                                |
| Victoria  | 20–9   | Pedro Munhoz        | Decisión (dividida)         | UFC 222                                    | 3 de marzo de 2018      | 3     | 5:00   | Las Vegas, Nevada             |                                                                |
| Derrota   | 19–9   | Marlon Moraes       | Decisión (dividida)         | UFC Fight Night: Poirier vs. Pettis        | 11 de noviembre de 2017 | 3     | 5:00   | Norfolk, Virginia             |                                                                |
| Victoria  | 19–8   | Eddie Wineland      | Decisión (unánime)          | UFC Fight Night: Swanson vs. Lobov         | 22 de abril de 2017     | 3     | 5:00   | Nashville, Tennessee          |                                                                |
| Derrota   | 18–8   | John Lineker        | Decisión (dividida)         | UFC Fight Night: Lineker vs. Dodson        | 1 de octubre de 2016    | 5     | 5:00   | Portland, Oregon              |                                                                |
| Victoria  | 18–7   | Manvel Gamburyan    | TKO (golpes)                | UFC on Fox: Teixeira vs. Evans             | 16 de abril de 2016     | 1     | 0:47   | Tampa, Florida                | Retorno al peso gallo.                                         |
| Derrota   | 17–7   | Demetrious Johnson  | Decisión (unánime)          | UFC 191                                    | 5 de septiembre de 2015 | 5     | 5:00   | Las Vegas, Nevada             | Por el Campeonato de Peso Mosca de UFC.                        |
| Victoria  | 17–6   | Zach Makovsky       | Decisión (unánime)          | UFC 187                                    | 23 de mayo de 2015      | 3     | 5:00   | Las Vegas, Nevada             |                                                                |
| Victoria  | 16–6   | John Moraga         | TKO (parada médica)         | UFC Fight Night: Henderson vs. Khabilov    | 7 de junio de 2014      | 2     | 5:00   | Albuquerque, Nuevo México     |                                                                |
| Victoria  | 15–6   | Darrell Montague    | KO (golpes)                 | UFC 166                                    | 19 de octubre de 2013   | 1     | 4:13   | Houston, Texas                | KO de la Noche.                                                |
| Derrota   | 14–6   | Demetrious Johnson  | Decisión (unánime)          | UFC on Fox: Johnson vs. Dodson             | 26 de enero de 2013     | 5     | 5:00   | Chicago, Illinois             | Por el Campeonato de Peso Mosca de UFC; Pelea de la Noche.     |
| Victoria  | 14–5   | Jussier Formiga     | TKO (golpes)                | UFC on FX: Browne vs. Bigfoot              | 5 de octubre de 2012    | 2     | 4:35   | Minneapolis, Minnesota        | Eliminatoria por el título.                                    |
| Victoria  | 13–5   | Tim Elliott         | Decisión (unánime)          | UFC on Fox: Diaz vs. Miller                | 5 de mayo de 2012       | 3     | 5:00   | East Rutherford, Nueva Jersey | Retorno al peso mosca.                                         |
| Victoria  | 12–5   | T.J. Dillashaw      | TKO (golpes)                | The Ultimate Fighter 14 Finale             | 3 de diciembre de 2011  | 1     | 1:54   | Las Vegas, Nevada             | Ganó el The Ultimate Fighter 14 de peso gallo; KO de la Noche. |
| Victoria  | 11–5   | John Moraga         | Decisión (unánime)          | Nemesis Fighting: MMA Global Invasion      | 11 de diciembre de 2010 | 3     | 5:00   | Punta Cana                    |                                                                |
| Victoria  | 10–5   | Jessie Riggleman    | Decisión (unánime)          | Ultimate Warrior Challenge 8               | 22 de mayo de 2010      | 3     | 5:00   | Fairfax, Virginia             |                                                                |
| Derrota   | 9–5    | Pat Runez           | Decisión (dividida)         | Ultimate Warrior Challenge 7               | 3 de octubre de 2009    | 5     | 5:00   | Fairfax, Virginia             | Por el Campeonato Peso Mosca de UWC.                           |
| Victoria  | 9–4    | Jose Lujan          | TKO (golpes)                | Duke City MMA Series 2                     | 25 de julio de 2009     | 1     | 0:52   | Albuquerque, Nuevo México     |                                                                |
| Victoria  | 8–4    | Jose Villarisco     | Decisión (unánime)          | Ultimate Warrior Challenge 5               | 21 de febrero de 2009   | 3     | 5:00   | Fairfax, Virginia             |                                                                |
| Derrota   | 7–4    | Mike Easton         | Decisión (dividida)         | Ultimate Warrior Challenge 4               | 11 de octubre de 2008   | 3     | 5:00   | Fairfax, Virginia             |                                                                |
| Victoria  | 7–3    | Vern Baca           | TKO (golpes)                | Battlequest 8                              | 11 de abril de 2008     | 1     | 3:42   | Denver, Colorado              |                                                                |
| Victoria  | 6–3    | Zac White           | Sumisión (rear-naked choke) | Last Man Standing 2                        | 15 de diciembre de 2007 | 1     | 3:42   | Roswell, Nuevo México         |                                                                |
| Derrota   | 5–3    | Bill Boland         | Decisión (unánime)          | Ultimate Cage Wars 7                       | 7 de abril de 2007      | 3     | 5:00   | Winnipeg                      |                                                                |
| Victoria  | 5–2    | Jake Long           | TKO (slam y golpes)         | Last Man Standing 1                        | 17 de marzo de 2007     | 1     |        | Roswell, Nuevo México         |                                                                |
| Victoria  | 4–2    | Clint Godfrey       | Decisión (unánime)          | Ring of Fire 27                            | 9 de diciembre de 2006  | 3     | 5:00   | Castle Rock, Colorado         |                                                                |
| Derrota   | 3–2    | Joe Doherty         | Decisión (unánime)          | Ring of Fire 25                            | 29 de julio de 2006     | 3     | 5:00   | Vail, Colorado                |                                                                |
| Victoria  | 3–1    | Jared Moreland      | TKO (golpes)                | Rumble in the Rockies 2                    | 18 de febrero de 2006   | 1     | 2:55   | Loveland, Colorado            |                                                                |
| Victoria  | 2–1    | Johnny Velasquez    | Decisión (dividida)         | King of the Cage: Socorro                  | 23 de julio de 2005     | 2     | 5:00   | Socorro, Nuevo México         |                                                                |
| Derrota   | 1–1    | Yasuhiro Urushitani | Decisión (unánime)          | Demolition 20                              | 14 de noviembre de 2004 | 2     | 5:00   | Tokio                         |                                                                |
| Victoria  | 1–0    | Zac White           | Sumisión (rear-naked choke) | Desert Extreme                             | 3 de septiembre de 2004 | 1     | 3:23   | Socorro, Nuevo México         |                                                                |

## Récord en boxeo a puño limpio
| Récord profesional | Récord profesional | Récord profesional |
| 3 peleas           | 3 victorias        | 0 derrotas         |
| ------------------ | ------------------ | ------------------ |
| Nocaut             | 3                  | 0                  |
| Empate             | 1                  | 1                  |

| Resultado | Récord | Oponente         | Método           | Evento              | Fecha                 | Ronda | Tiempo | Localización              | Notas                                                           |
| --------- | ------ | ---------------- | ---------------- | ------------------- | --------------------- | ----- | ------ | ------------------------- | --------------------------------------------------------------- |
| Empate    | 3-0-1  | Dagoberto Aguero | Empate (unánime) | BKFC 59             | 29 de marzo de 2024   | 5     | 2:00   | Albuquerque, Nuevo Mexico | Retuvo el campeonato de peso mosca del BKFC. Pelea de la Noche. |
| Victoria  | 3-0    | JR Ridge         | TKO (golpes)     | BKFC 48             | 11 de agosto de 2023  | 1     | 1:49   | Albuquerque, Nuevo Mexico | Ganó el campeonato inaugural de peso mosca del BKFC.            |
| Victoria  | 2-0    | Jarod Grant      | KO (golpes)      | BKFC KnuckleMania 3 | 17 de febrero de 2023 | 1     | 1:41   | Albuquerque, Nuevo Mexico |                                                                 |
| Victoria  | 1-0    | Ryan Benoit      | KO (puñetazo)    | BKFC 28             | 27 de agosto de 2022  | 1     | 0:40   | Albuquerque Nuevo Mexico  | Actuación de la noche.                                          |